# De bloedbroederschap
De bloedbroederschap (originele titel: Blood of the Fold) is een boek van de Amerikaanse schrijver Terry Goodkind. Het is het derde boek uit de De wetten van de magie-reeks. Dit deel gaat verder waar het vorige deel, Steen der tranen, geëindigd is. 

## Samenvatting van het boek
Richard Rahl ontdekt dat Kahlan niet echt dood is, maar dat Zedd een spreuk over haar had uitgesproken, zodat iedereen dacht dat ze dood was. Wanneer hij Kahlan weer ziet in een tussenwereld, zijn ze beiden opgelucht - ze hadden sinds hun afscheid bij het moddervolk niets meer van elkaar gehoord.
Wanneer Richard terugkomt, vindt hij dat er maar een mogelijkheid is om de opmars van de imperiale orde doorheen het middenland een halt toe te roepen. Daarvoor moet hij echter de statenbond die vroeger het middenland was, opheffen. Deze statenbond werd geleid door de biechtmoeder, de laatste was dus Kahlan. Om een goed tegengewicht te bieden aan de Imperiale Orde, probeert hij alle staten te verenigen in een staat: D’Hara. Richard wordt hierdoor de heer van Aydindril.
Ondertussen, in de oude wereld, zijn er nieuwe problemen op komst in het Paleis van de Profeten. Zuster Verna, de nieuwe priores, ontdekt dat de vorige priores, Annalina, niet echt dood is, maar gevlucht is samen met de profeet Nathan. Ze hadden hun dood dus in scène gezet, waardoor Verna moeite heeft zichzelf als priores te zien. Aan Verna leggen ze hun plannen uit om de profetie te vervullen om de nieuwe wereld te beschermen tegen Jagang de Droomwandelaar en keizer van de oude wereld.
In het middenland, moeten de verschillende staten beslissen of ze zich onderwerpen aan D’Hara (Richard) of aan Jagang (Imperiale Orde). Richard had de staten geen andere keuze gelaten. De oorlog die hij aan het voorbereiden is, zal een totale oorlog worden, waarin neutraliteit niet bestaat. Hoewel Richard de heer van Aydindril is, is niet iedereen in de stad, en in de rest van het middenland, loyaal aan hem. Deze groep, de Bloedbroederschap, is tegen elke vorm van magie. In hun zoektocht om magie op te sporen en uit te roeien laten ze geen methode liggen. De Bloedbroederschap zoekt naar mensen die zij als banneling aanduiden. Banneling zijn agenten van de Waker maar voor de Bloedbroederschap is dat iedereen met de gave. Tobias Brogan, de generaal van de Bloedbroederschap, neemt daarom Kahlan en Adie gevangen en brengt hen naar het Paleis van de Profeten. Dit doet hij op bevel van de ‘Schepper’, maar in werkelijkheid de droomwandelaar. 
Richard hoort te laat dat zijn toekomstige vrouw naar de Oude Wereld is gebracht. Om daar snel te raken gebruikt hij een oud transportmiddel: de Sliph. Eenmaal aangekomen in de Oude Wereld maakt hij gebruik van zijn mriswith cape om onzichtbaar te worden en zo Kahlan en Adie te bevrijden. Bij de bevrijding laat Richard, per ongeluk, de mriswith koningin vrij, die door de sliph naar Aydindril vlucht.
Na de bevrijding van Kahlan, Addie en de andere tovenaars en Zusters van het Licht, vernietigt Richard het Paleis van de Profeten. Zo voorkomt hij dat Jagang de schatten, profetieën en een langer leven, in handen krijgt. Daarna haast Richard zich terug naar de nieuwe wereld, waar hij met zijn leger de bloedbroederschap en de mriswith vernietigd.